# 이후권
이후권(李厚權, 1990년 10월 30일~)는 대한민국의 축구 선수이며 포지션은 미드필더이다. 현재 K리그2의 전남 드래곤즈에서 활약하고 있다.

## 클럽 경력
2013 K리그를 앞두고 열린 신인 드래프트에서 부천 FC에 지명되었다. 2013년 3월 23일 고양 Hi FC와의 리그 경기에서 프로 데뷔골을 기록하였다. 시즌 종료 후 상주 상무에 입단하였고 전역 후 부천 FC 1995로 복귀하였으나 여름 이적시장에서 성남 FC로 이적하였다.
2018년에 포항 스틸러스 FA 자유계약으로 이적하였다.
2019시즌을 앞두고 부산 아이파크에 입단했다. 하지만 반 시즌만에 전남 드래곤즈로 이적했다.